# Correspondenten
För andra betydelser, se Correspondenten (olika betydelser).
Correspondenten - tidning för litteratur och politik, ofta kallad Uppsala-correspondenten, var en dagstidning som gavs ut i Uppsala, från 7 december 1830 till 27 december 1854.  
Tidningen trycktes hos Emanuel Bruzelius 1830 till 8 december 1832. Sedan på E. Bruzelii boktryckeri 9 december 1832 till 4 juli 1833.  S. P. Leffler  tog över tryckningen 6 juli 1833 till 12 oktober 1850 varefter Lefflerska tryckeriet tryckte tidningen 16 oktober 1850  till 11 december 1850. Kungliga Akademiska boktryckeriet från 14 februari 1850 9 mars 1851. C. A. Leffler blev tidningens siste tryckare 22 mars 1851 till 27 december 1854. Tidningen trycktes med frakturstil. Utgivningsdagar onsdag och lördag 1830 och 1834-1854. Tre dagar måndag onsdag och lördag 1831 från januari till oktober. Från oktober 1831 till december 1833 4 dagar måndag, onsdag, torsdag och lördag. 

## Redaktörer och utgivare
Utgivningsbevis för tidningen utfärdades för boktryckaren Emanuel Bruzelius 6 december 1830 . Tidning blev 30 april 1831  indragen samt utgivningsbeviset från Bruzelius  återkrävt den 10 maj 1831 Till tidningens prenumeranter lämnades såsom ersättning tid efter annan utgivna broschyrer med titeln Runor den 2, 4 6 och 7 maj 1831 vilka också drogs in 13 maj 1831.
Efter det polska väpnade Novemberupproret mot Ryssland 1830−1831, kritiserade Correspondenten den svenska regeringen för att vara undfallande gentemot Rysslands krav. Detta ledde till att tidningen fick sitt utgivningsbevis indraget under perioden 2 maj − 25 juni 1831.
Därefter gavs ett flertal ströskrifter under varierande titlar ut under två månader. Bruzelius blev bötfälld av hovkanslern för utgivandet av ströskriften Runor 30 maj 1831  samt i huvudmålet 23 juli 1831.
Boktryckerifaktorn A. G. Lundell  anhöll 15 maj 1831 om utgivningsbevis för Correspondenten. Tidning för Politik och Litteratur. Upsala, men sedan boktryckaren  Bruzelius  den 16 maj 1831  anhållit om nytt utgivningsbevis å Correspondenten tillkännagav faktor Lundell i skrivelse 16 juni 1831, att han återkallade sin ovan nämnda anhållan, om boktryckaren Bruzelius' ansökan beviljades, vilket också kunglig majestät i resolution den 21 juni 1831  medgav, varefter utgivningsbevis å nämnda tidning 28 juni 1831 utfärdades för Bruzelius. Sedan Bruzelius avlidit den 9 december 1832 överflyttades utgivningsbeviset för tidningen på boktryckaren, med doktor Sven Peter Leffler 28 december 1832 som varit medarbetare i tidningens redaktion från dess start1830. Denne erhöll sedermera utgivningsbevis för titeln ändrad till Correspondenten. Tidning för Upsala stad och län 8 december 1846. Efter Lefflers död 11 oktober 1850  överflyttades beviset på hans son Carl Anton Leffler  den 13 oktober 1850.

## Medarbetare
Johan Nybom har lämnat poetiska bidrag därtill, liksom också Elias Sehlstedt (sign. -dt) 1832.